# Picacanya
El picacanya és un instrument idiòfon compost per una canya d'uns dos pams de longitud, a què es fa un tall de dalt a baix, fins a peu mateix de l'osca, practicada amb anterioritat.
Per fer-lo sonar s'agafa amb una mà l'extrem inferior, que fa de mànec i es va picant a l'altre per l'esquena de l'osca, o bé es fa sonar colpejant damunt del palmell de la mà. Pot ser senzill o amb doble tall i osca, un a cada extrem de la canya aconseguint dos sons diferents.
Generalment s'empra per acompanyar cançons nadalenques, a les caramelles i també al Carnestoltes. És present en la música tradicional i popular valenciana, on rep el nom de canya badada.
Bé podria ser que originàriament tingués a veure amb pràctiques màgiques per fer ploure, ja que els bruixots de diferents pobles africans tracten de provocar la pluja amb el so de canyes esberlades, que, segons creuen, atreuen els núvols.
Durant el mes de maig era costum molt arrelat que els fadrins fessin albades a les noies, que després les cantaven a peu de finestra. Quan el galant enamorat no tenia gaire bona veu, un altre feia el seu paper, però de manera que es comprengués a càrrec de qui anava la cantada. L'acompanyament d'aquestes albades es feia amb guitarra, guitarró o bandúrria, però també s'empraven instruments més senzills com el picacanya.
En certs indrets, també es feia servir per espantar ocells.
És típic de la Romeria del Rocio, on s'anomena canya rociera. També és present a la música popular i tradicional de Portugal a la localitat d'Azambuja, districte de Lisboa, on s'anomena castanhola da cana rachada.